# Segellat de temps
El segellat de temps o timestamping és un mecanisme en línia que permet demostrar que una sèrie de dades han existit i no han estat alterades des d'un instant específic en el temps. Aquest protocol es descriu en el RFC 3161 i està en el registre d'estàndards d'Internet.
Una autoritat de segellat de temps actua com a tercera part de confiança atestant l'existència d'aquestes dades electròniques en una data i hora concretes.

## Passos per generar un segell de temps
- Un usuari vol obtenir un segell de temps per a un document electrònic que ell posseeix.
- Un resum digital (tècnicament un hash) es genera per al document en l'ordinador de l'usuari.
- Aquest resum forma la sol·licitud que s'envia a l'autoritat de segellat de temps (TSA).
- La TSA genera un segell de temps amb aquesta empremta, la data i hora obtinguda d'una font fiable i la signatura electrònica de la TSA.
- El segell de temps s'envia de tornada a l'usuari.
- La TSA manté un registre dels segells emesos per a la seva futura verificació.

## On s'aplica
- Factura electrònica.
- Protecció de la propietat intel·lectual.
- Registre electrònic / llibres financers / apostes / comandes
- Traces (loging) segures.
- Transaccions segures en comerç electrònic.
- Vot electrònic.
- Visat electrònic.
- Transparència en Govern
- Moltes altres àrees...

## Ús del segellat de temps en la signatura electrònica
Les normes europees TS 101 733 i TS 101 903 estableixen dues modalitats de signatura que inclouen segellat de temps. La variant ÉS-T afegeix el segellat a una signatura bàsica (BES) i la variant ÉS-C afegeix, a més del segellat de temps, informació sobre la ruta en la qual es pot verificar la validesa del certificat obtingut d'una consulta OCSP o una llista de revocació de certificats. A més aquestes normes preveuen la modalitat ÉS-XL que inclou informació sobre l{{}}'estat de revocació del certificat. D'aquesta forma s'obté una signatura completa que allibera al receptor de la signatura del problema de deduir de la signatura o del certificat la forma de comprovar la validesa del certificat que pot variar de PSC en PSC.